# Лукла
Лукла — город в районе Кхумбу в восточном Непале, перевалочный пункт туристов и альпинистов, направляющихся в окрестности Эвереста. Лукла находится на высоте 2860 м. К Лукле нет автомобильной дороги, но имеется небольшой аэропорт.
По инициативе шерпов, проживающих в окрестных деревнях, другие аэропорты в окрестностях Эвереста (в частности Намче-Базар) не используются для массового туризма, и основной поток туристов идёт пешком от Луклы до Намче-Базара (один день перехода с рекомендованным ночлегом), при этом шерпы нанимаются гидами и носильщиками, а местные жители содержат гостиницы и рестораны. Такой порядок также оправдан с точки зрения акклиматизации, потому что, попадая с самолёта сразу в высокогорье, туристы рискуют заболеть горной болезнью.
Небольшая часть туристов предпочитают добираться до Луклы пешком от Джири, этот поход занимает семь дней и очень интересен.
Лукла — достаточно комфортный город, в котором имеется электричество, гостиницы, рестораны, развлечения, магазины туристских принадлежностей, где туристы могут купить, а потом, возвращаясь из похода, продать обратно за полцены любое туристское и альпинистское снаряжение. Такие же магазины есть и в Намче-Базаре.

## Аэропорт
Аэропорт Луклы им. Тенцинга и Хиллари (код LUA/VNLK) — один из сложнейших в мире. Взлётно-посадочная полоса длиной всего 520 метров обрывается в глубокое ущелье. Если пилотам не удастся поднять самолёт в воздух, то катастрофа неизбежна. Регулярные рейсы соединяют Луклу и Катманду, однако из-за непогоды в горах могут быть задержки. Так как погода в горах непредсказуема, а количество рейсов ограничено, нередко возникают неувязки, когда туристы не могут улететь.

Лукла
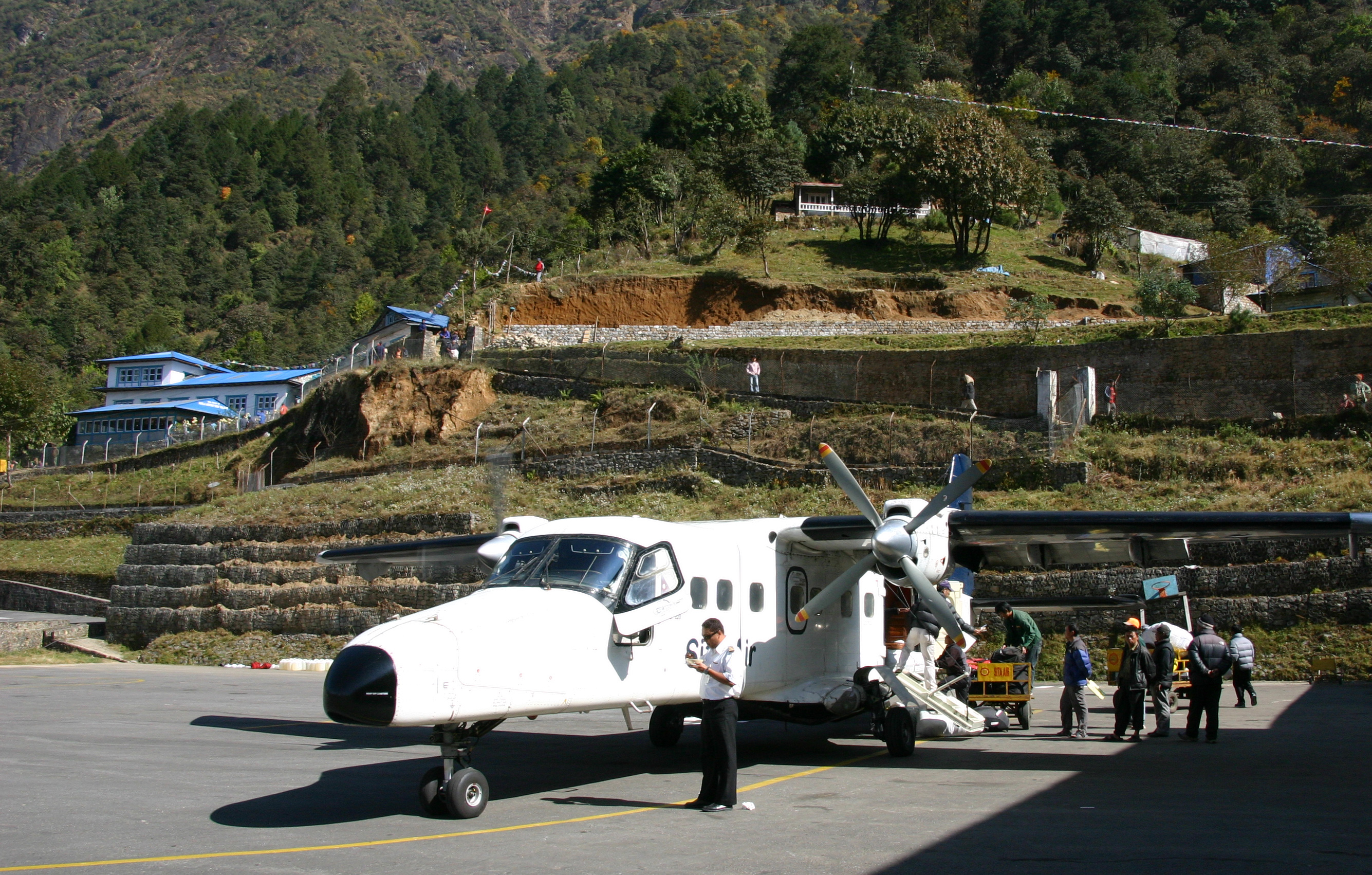
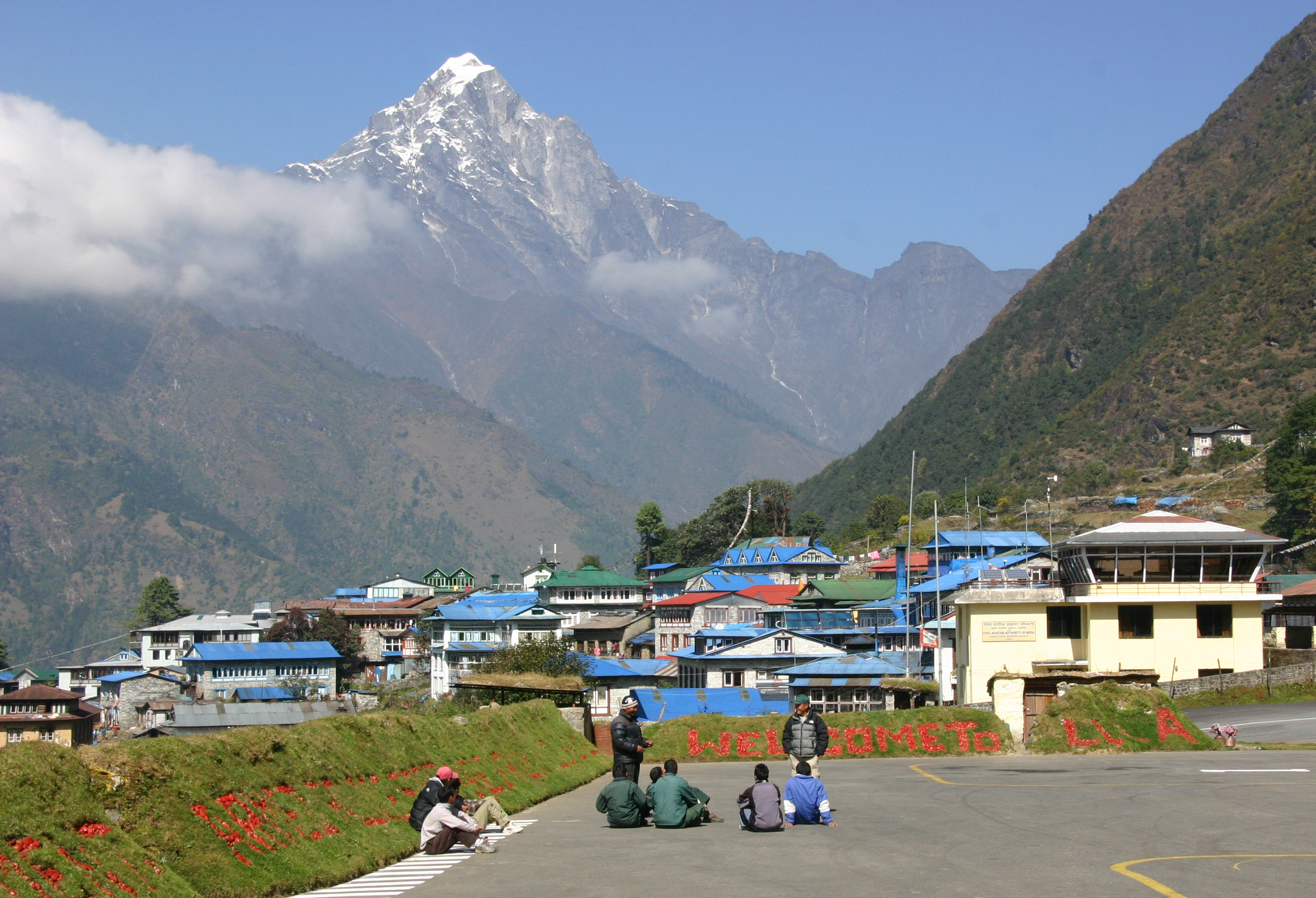
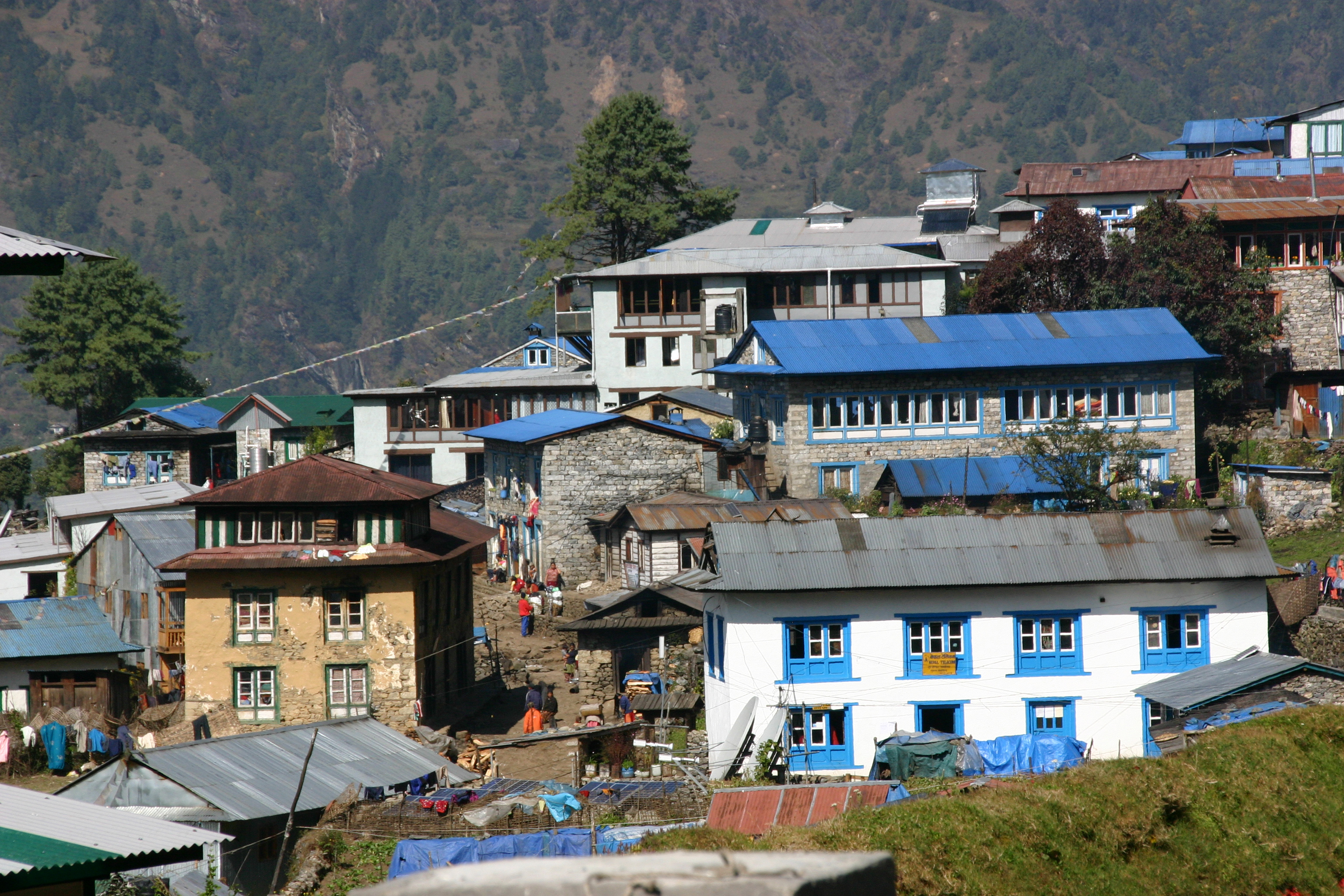
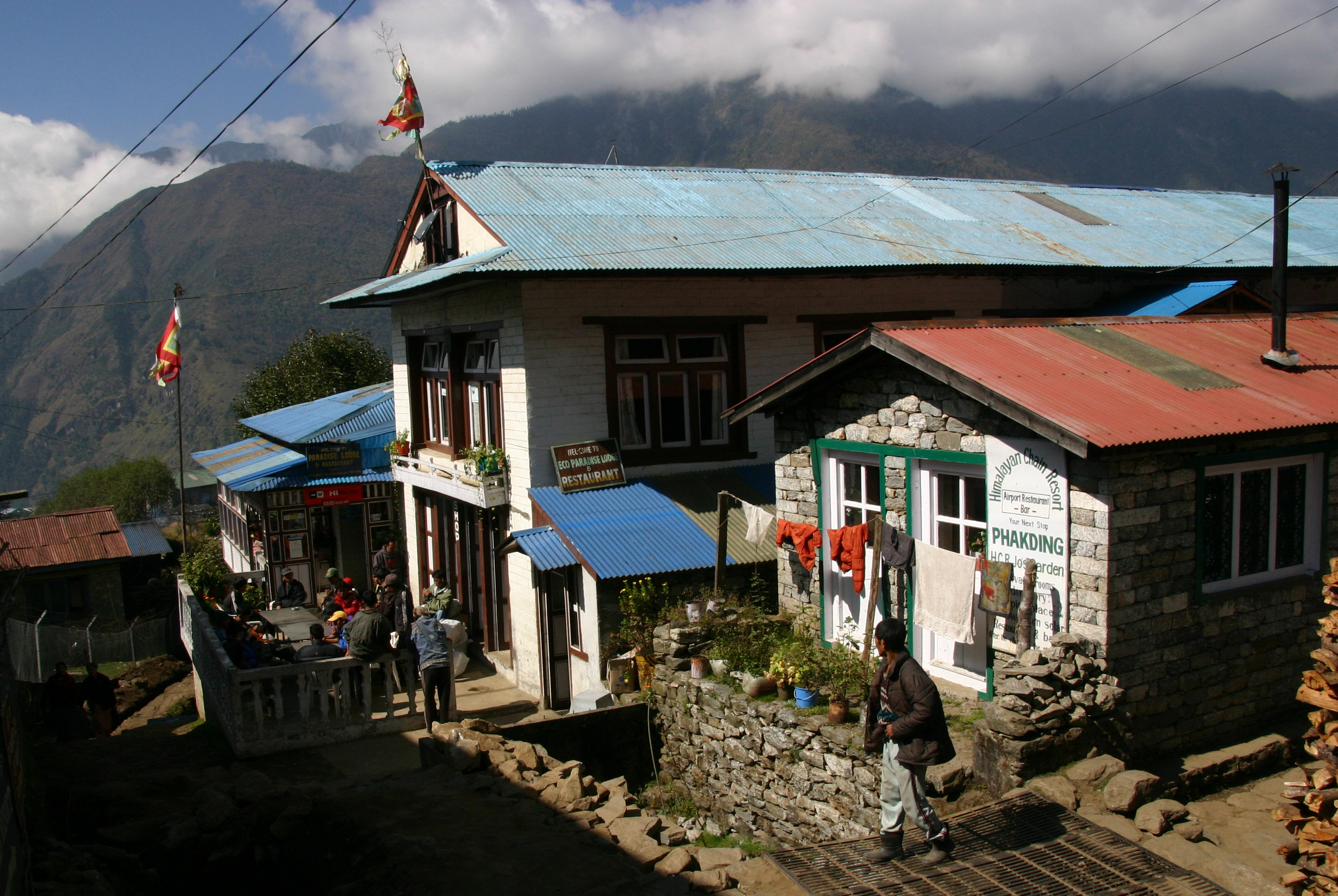
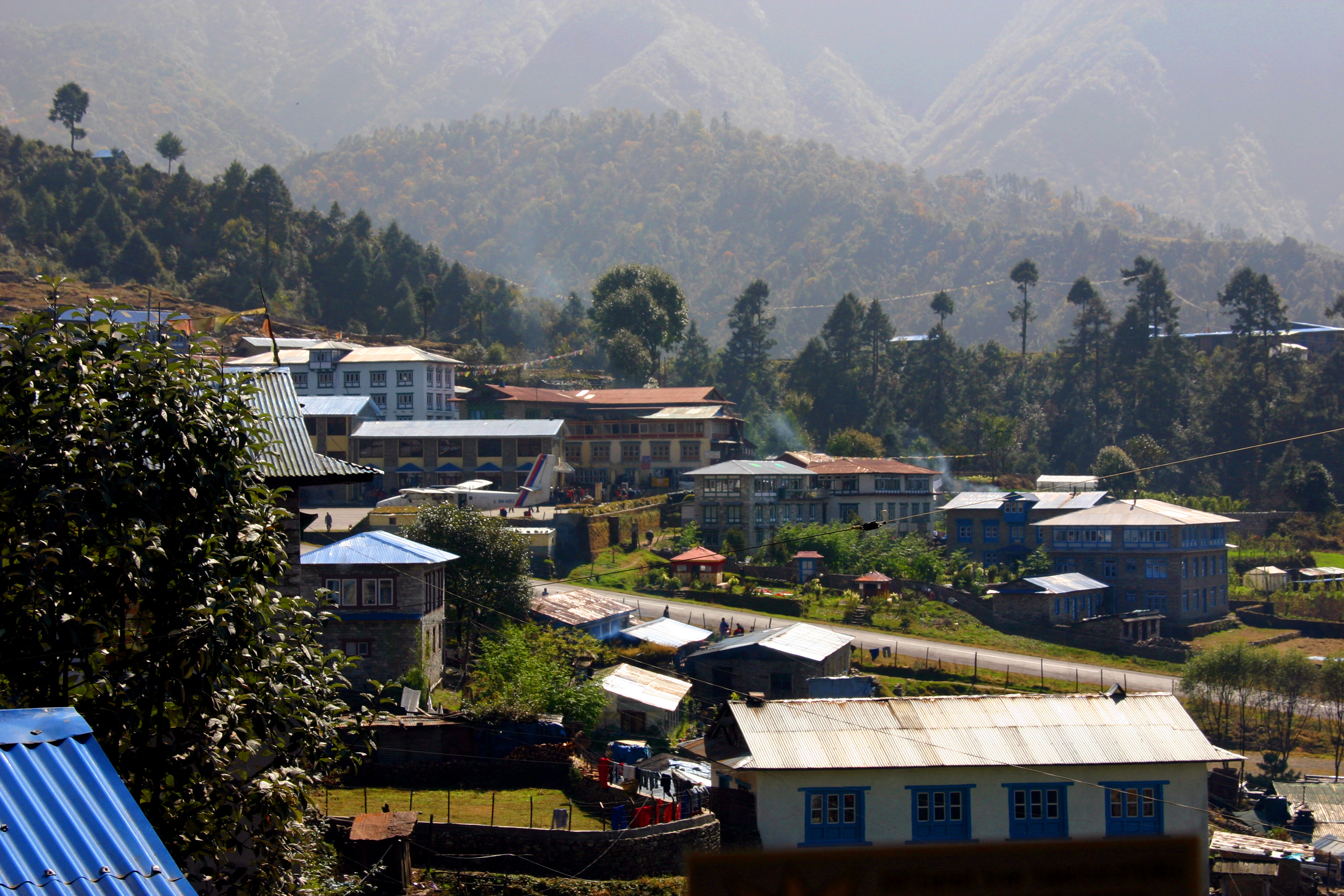
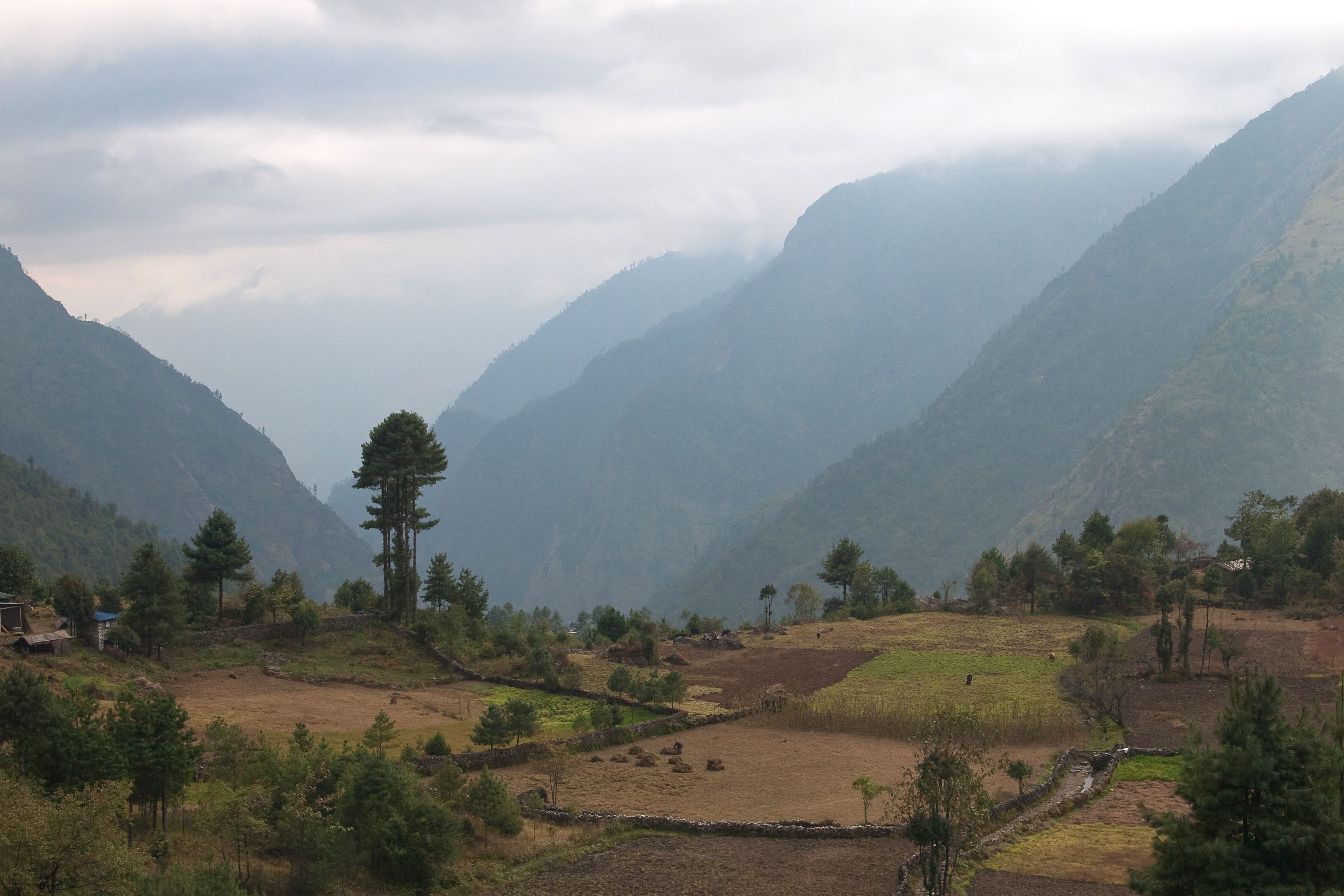